# Кроленко, Николай Иванович
Николай Иванович Кроленко (6 февраля 1899, хутор Добровольный, Кубанская область, Российская империя — 5 февраля 1969, Москва, СССР) — советский военачальник, генерал-лейтенант авиации (30.04.1943). Командор ордена «Легион почёта» (США — 24.06.1944).

## Биография
Родился 6 февраля 1899 года на хуторе Добровольный, ныне станица Ольгинская Приморско-Ахтарского района, Краснодарского края.
С 13 апреля 1918 года на службе в РККА. Участник Гражданской войны. После войны продолжил службу на командно-начальствующих должностях. За успехи в боевой подготовке был награждён золотыми именными часами от Наркома Обороны К. Е. Ворошилова. После окончания Военной академии РККА, в сентябре 1936 года Кроленко назначен начальником штаба ВВС Белорусского Военного округа в Смоленске. В 1938 году арестован органами НКВД, а в 1940 году оправдан и восстановлен на службе в РККА. В январе 1941 года назначен начальником штаба 1-го авиационного корпуса дальней бомбардировочной авиации который базировался на территории Ленинградского военного округа.
С началом Великой Отечественной войны в прежней должности. Руководя штабом корпуса выполнял задачи по проведению разведки, уничтожению живой силы и техники противника, наступавшего в направлениях Минск, Борисов, Невель, Великие Луки. В августе 1941 года корпус расформирован, а полковник Кроленко в октябре 1941 года назначен заместителем начальника штаба ВВС Калининского фронта. Войска фронта одни из первых перешли в контрнаступление во время общего контрнаступления Красной Армии под Москвой и в ходе Калининской наступательной операции в декабре 1941 года освободили город Калинин. С 22 января 1942 года авиация фронта участвовала в проведении Торопецко-Холмской операции. С 16 мая 1942 года генерал-майор Кроленко был назначен заместителем начальника штаба 3-й воздушной армии вместе с которой принял участие в оборонительной операции в районе города Белый, затем участвовал в Ржевско-Сычевской и Великолукской операциях. В феврале 1943 года оказывал поддержку войскам Северо-Западного фронта при ликвидации Демянского плацдарма противника.
С марта 1943 года — 1-й заместитель начальника штаба ВВС Красной Армии. На этой должности проявил себя вдумчивым и инициативным авиационным
военачальником. Был одним из организаторов воздушной блокады, окружения группировки войск противника под Сталинградом, координировал боевые действия авиации нескольких фронтов в битвах под Сталинградом, на Курской Дуге, уничтожения авиации противника в воздушном сражении на Кубани (весна 1943), планировал действия ВВС Красной Армии в боях по освобождению Северного Кавказа, Украины, Белоруссии, Прибалтики, Польши, штурма Кёнигсберга, Берлинской операции. Участник войны с Японией. За успешное планирование и осуществление боевых операций авиации во время войны генерал-лейтенант авиации Кроленко был награждён полководческими орденами Кутузова 1-й и 2-й степеней, а за организацию воздушных операций ВВС США с советских аэродромов в 1944 году, американским орденом «Легион почёта» степени командора.
После войны служил в прежней должности, затем был назначен начальником штаба Дальней авиации Вооружённых Сил СССР. 10 марта 1956 года генерал-лейтенант авиации Кроленко был уволен в запас.
Умер 5 февраля 1969 года. Похоронен в Московской области на Монинском мемориальном военном кладбище.

## Награды
- орден Ленина (06.11.1945)[5][6]
- три ордена Красного Знамени (19.08.1944[7], 03.11.1944[8][6], 15.11.1950[9][6])
- орден Кутузова I степени (18.08.1945)[10]
- орден Кутузова II степени (11.05.1944)[11]
- орден Красной Звезды (20.06.1942)[12]
- медали в том числе:
  - «XX лет Рабоче-Крестьянской Красной Армии» (1938)
  - «За оборону Москвы» (1945)
  - «За победу над Германией в Великой Отечественной войне 1941—1945 гг.» (20.06.1945)[13]
  - «За победу над Японией» (1945)